# Jigme Dorji Wangchuck
Jigme Dorji Wangchu(c)k (Thimphu, 2 mei 1928 - Nairobi, 21 juli 1972) was de derde koning van Bhutan uit de Wangchuckdynastie, van 1952 tot 1972. Hij volgde zijn vader, Jigme Wangchuck op na diens dood in 1952. 
Hij streefde naar modernisering van het land. Hij verminderde de absolute macht van de koning door een regering met ministers in te voeren en richtte de Tshogdu, de nationale vergadering, op. Er kwam een onafhankelijke rechterlijke macht en een hooggerechtshof. De slavernij en het kastensysteem werden afgeschaft en vrouwen kregen gelijke rechten. Ook voerde hij ingrijpende landhervormingen uit en bouwde wegen, scholen en ziekenhuizen. Hij overleed tijdens een bezoek aan Kenia.
Hij was gehuwd met koningin Ashi Kesang Choden Wangchuck. Zijn zoon Jigme Singye Wangchuck volgde hem op na zijn dood.